# Gora Jeliu Voivoda
Gora Jeliu Voivoda este o arie protejată (arie specială de conservare — SAC, sit de importanță comunitară — SCI) din Bulgaria întinsă pe o suprafață de 70,83 ha, integral pe uscat.

## Localizare
Centrul sitului Gora Jeliu Voivoda este situat la coordonatele 42°37′29″N 26°28′09″E / 42.6247°N 26.4692°E.

## Înființare
Situl Gora Jeliu Voivoda a fost declarat sit de importanță comunitară în martie 2007 pentru a proteja 6 specii de animale. Situl a fost protejat și ca arie specială de conservare în august 2020.

## Biodiversitate
Situată în ecoregiunea continentală, aria protejată conține 1 habitat natural: Păduri mixte riverane de Quercus robur, Ulmus laevis și Ulmus minor, Fraxinus excelsior sau Fraxinus angustifolia, de-a lungul marilor râuri (Ulmenion minoris).
La baza desemnării sitului se află mai multe specii protejate:
- amfibieni (1): buhai de baltă cu burta roșie (Bombina bombina)
- nevertebrate (2): croitorul mare al stejarului (Cerambyx cerdo), rădașcă (Lucanus cervus)
- reptile (3): Elaphe sauromates, țestoasa de baltă (Emys orbicularis), țestoasă bănățeană (Testudo hermanni)

Pe lângă speciile protejate, pe teritoriul sitului au mai fost identificate 3 specii de amfibieni, 3 specii de reptile.